# Alexandre Kojève
Alexandre Kojève, nascido Aleksandr Vladimirovič Koževnikov ou, em cirílico, Александр Владимирович Кожевников (São Petersburgo, 28 de abril de 1902 - Bruxelas, 4 de junho de 1968) foi um filósofo político e hegeliano, Francês de origem russa. Exerceu substancial influência sobre a  Filosofia na França do século XX, renovando o interesse por Hegel  entre as elites francesas,  através de seus cursos na  École pratique des hautes études de  Paris, entre 1933 e 1939, quando substituiu  Alexandre Koyré.
Após a Segunda Guerra Mundial, Kojève abandonou a atividade docente, passando a ocupar um posto estratégico no Ministério da Economia e Finanças da França, e participou da concepção do Mercado Comum Europeu e do GATT. Foi secretário da Organização Européia de Cooperação Econômica (OECE), a partir de 1948.
Até sua morte, decorrente de uma crise cardíaca, em Bruxelas, por ocasião de uma reunião do Mercado Comum Europeu, toda a sua segunda carreira consistirá em aconselhar o governo francês sobre assuntos da maior relevância. Terá um papel importante em 1950, nos desdobramentos do Plano Schuman, com referência à Comunidade Européia do Carvão e do Aço - CECA. Também Terá uma posição de primeiro plano em todas as negociações internacionais, tanto na Unctad como no GATT.

## Biografia
De nome Aleksandr Vladimirovič Koževnikov (Russo: Алекса́ндр Влади́мирович Коже́вников; IPA: [ɐlʲɪˈksandr vlɐˈdʲimʲɪrəvʲɪt͡ɕ kɐˈʐɛvnʲɪkəf]), Kojève nasceu na Rússia em uma rica e influente família. Seu tio foi o pintor abstrato Wassily Kandinsky, acerca de quem escreveu em 1936 um influente ensaio sobre sua obra. Ele se formou em Berlim e Heidelberg, na Alemanha. Sua tese de doutorado foi sobre o ponto de vista do filósofo da religião russo Vladimir Soloviov quanto à união entre Deus e o homem em Cristo, tendo sido orientado por Karl Jaspers. Suas primeiras influências incluem o filósofo Martin Heidegger e o filósofo da ciência Alexandre Koyré. Kojève passou a maior parte de sua vida na França, onde entre 1933 e 1939 manteve um seminário em Paris sobre a Fenomenologia do Espírito de G. W. F. Hegel. Depois da Segunda Guerra Mundial, Kojève esteve a serviço do Ministério de Assuntos Econômicos da França, como um dos principais articuladores do Mercado Comum Europeu. Kojève foi um homem extraordinariamente culto. Poliglota, ele estudou e era versado em sânscrito, chinês, tibetano, latim e grego clássico. Ele também era fluente em francês, alemão, russo e inglês. Kojève faleceu em Bruxelas em 1968, logo depois de palestrar em uma reunião da Comunidade Econômica Européia (a atual União Europeia) em nome do governo francês. Em seus últimos anos, ele muitas vezes defendeu a tese de que o assim chamado por Marx “proletariado europeu” não mais existia, e que o ocidente rico necessitava seriamente colaborar para que os países em desenvolvimento superassem a pobreza difundida através de extensas ofertas monetárias semelhantes ao Plano Marshall.

## Filosofia
Ainda que não fosse um marxista, Kojève se tornou conhecido por sua influente e idiossincrática interpretação de Hegel, a partir de uma leitura dessa filosofia à luz tanto de Marx quanto de Heidegger. A conhecida tese do “fim da história” defende a ideia de que a história ideológica, em um sentido estrito, terminou com a Revolução Francesa e com o regime de Napoleão, e que desde então não foi mais preciso recorrer à violência para estabelecer a “supremacia racional do regime de direitos e de reconhecimento igualitário”. O “fim da história” de Kojève é uma tese com mais nuanças do que aquela com o mesmo nome, posteriormente defendida por Francis Fukayama,  e aponta tanto para uma síntese entre capitalismo e socialismo quanto para um triunfo do capitalismo liberal.
Algumas das lições mais importantes de Kojève sobre Hegel foram publicadas em inglês no livro agora já clássico Introdução a Leitura de Hegel: Lições sobre a Fenomenologia do Espírito, em 1947. A interpretação de Kojève de Hegel foi uma das mais influentes do século passado. Suas lições foram seguidas por um pequeno, mas influente grupo de intelectuais, dentre eles Jean-Paul Sartre, Raymond Queneau, Georges Bataille, Maurice Merleau-Ponty, André Breton, Jacques Lacan e Raymond Aron. Sua interpretação da dialética do senhor e do escravo foi uma importante influência sobre a teoria do estágio do espelho, de Jacques Lacan. Outros pensadores franceses que foram por ele influenciados em seus pensamentos incluem os filósofos pós-estruturalistas Michel Foucault e Jacques Derrida.
A correspondência de Kojève com Leo Strauss foi publicada juntamente com a crítica de Kojève do comentário de Strauss sobre o Hiero de Xenofonte (leia abaixo sobre a amizade e o debate entre eles). Nos anos de 1950, Kojève conheceu o teórico jurídico direitista (e ex-nazista) Carl Schmitt, cujo “conceito de política” ele implicitamente criticou em sua análise do texto de Hegel  sobre o “senhorio e a escravidão”. Outro amigo próximo foi o filósofo jesuíta hegeliano Gaston Fessard.
Em seguimento a suas lições sobre a Fenomenologia do Espírito, Kojève publicou outros artigos e livros, incluindo um pequeno e notável livro sobre Kant, e artigos sobre a relação entre o pensamento hegelo-marxiano e o cristianismo. Seu livro de 1943, Esboço de uma Fenomenologia do Direito, publicado postumamente em 1981, compara os pontos de vista aristocrático e burguês sobre o direito. O Conceito, o Tempo e o Discurso, extrapola a noção hegeliana de que a sabedoria somente se torna possível na plenitude do tempo. A resposta de Kojève a Leo Strauss, em disputa sobre esse ponto, pode ser encontrada no artigo de Kojève, O Imperador Juliano e sua Arte da Escrita.
Kojève também desafiou a interpretação de Strauss sobre os clássicos em seu volumoso Esboço de uma História Plausível do Pensamento Pagão, o qual abrange os filósofos pré-socráticos, Platão e Aristóteles, e o Neoplatonismo. Recentemente, mais três livros foram publicados: uma tese de 1932 sobre a importância na Física e na Filosofia da Física Quântica, um extenso ensaio de 1931 sobre O Ateísmo, e uma obra de 1943 sobre A Noção de Autoridade. Essa, assim como a tese sobre O Conceito, o Tempo e o Discurso, ainda não tiveram edição em inglês.

## Amizade com Leo Strauss
Kojève manteve uma longa e próxima amizade com Leo Strauss, que começou quando eles foram estudantes de filosofia em Berlim. Desde então desenvolveram entre eles um profundo respeito filosófico. Kojève escreveria mais tarde que “nunca teria sabido [...] o que é a filosofia sem Leo Strauss”. Nos anos 1930, eles começaram um debate sobre a relação entre filosofia e política, que resultou na resposta de Kojève ao livro de Strauss Sobre a Tirania. Kojève, então um alto estadista do governo francês, argumentava que filósofos deveriam participar ativamente na configuração de fatos políticos. Strauss, por outro lado, acreditava que filosofia e política eram fundamentalmente opostas, e que os filósofos não deveriam desempenhar papel substancial na política, tendo como exemplo os desastrosos resultados de Platão em Siracusa. Os filósofos deveriam influenciar na política tendo em vista apenas assegurarem-se que a contemplação filosófica permaneceria livre da sedução e da coerção do poder. A despeito desse debate, Strauss e Kojève permaneceram amigos. De fato, Strauss enviava seus melhores alunos para Paris a fim de completarem sua formação pela orientação de Kojève. Dentre eles, Allan Bloom, que se esforçou por tornar as obras de Kojève disponíveis em inglês (tendo publicado a primeira edição das Lições de Kojève nessa língua), e Stanley Rosen.

## Kojève e a União Soviética

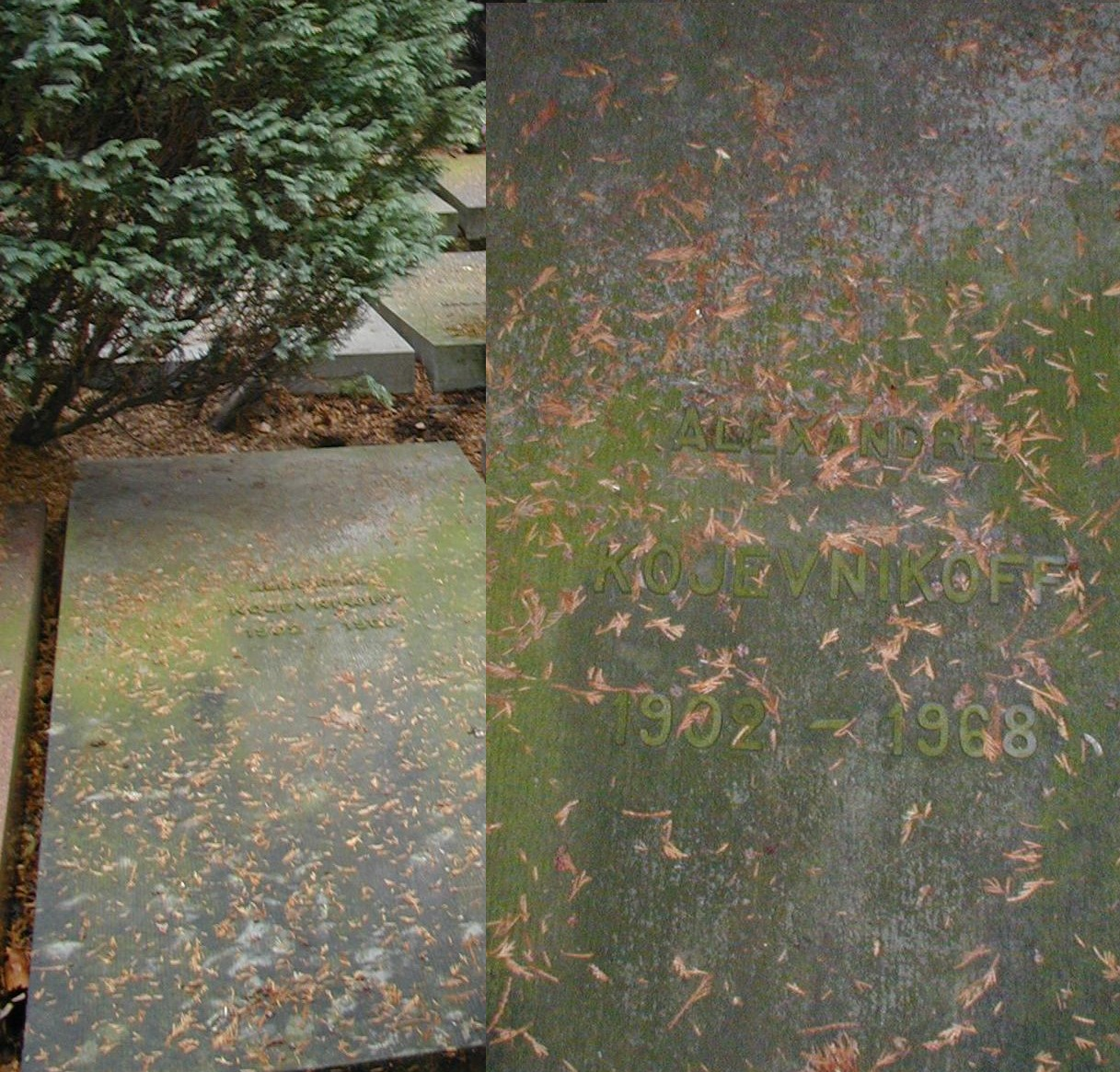
Túmulo de Kojève no cemitério de Evere (Bruxelas).

Em 1999, o jornal francês Le Monde publicou um artigo noticiando que um documento do serviço secreto francês mostrava que Kojève havia espionado para os soviéticos por mais de trinta anos. As declarações desse documento, e mesmo a sua existência, são questionadas, e ele jamais foi liberado. Simpatizantes de Kojève são propensos a acreditar que se isso fosse verdade, provavelmente ele não teria sido um espião em sentido pleno devido a sua megalônoma personalidade, movida pela pretensão de ser um filósofo no fim da história influenciando o curso dos eventos mundiais. 
Seja como for, a contribuição de Kojève para a política econômica francesa foi mais do que substancial. Embora tenha sido frequentemente considerado um estalinista, Kojève considerou em geral a União Soviética com desprezo, avaliando suas políticas sociais como desastrosas e suas pretensões de ser um verdadeiro Estado sem classes como ridículas. O cinismo de Kojève em relação ao marxismo tradicional, julgado como uma antiquada filosofia frente a nações capitalistas industrialmente desenvolvidas, o conduziu a idiossincrática consideração do capitalista Henry Ford como “o mais autêntico marxista do século XX”. Além disso, repetidas vezes chamou a União Soviética como o último país no qual ainda existia o capitalismo do século XIX. Seu “estalinismo” seria irônico, pois não atribuía a Stalin nenhuma chance política de conduzir o espírito de seu tempo (Zeitgeist). Por outro lado, considerava seriamente a União Soviética sob o Stalinismo como uma utopia, e a complacência para com os assassinatos de parcelas da população consideradas suspeitas como uma evidência do desejo de realizar o fim da história, e como uma repetição do reino do Terror ocorrido na Revolução Francesa.